# Cita con Venus
Cita con Venus es una coproducción británica, japonesa y estadounidense de 1991, dirigida por el húngaro István Szabó.

## Argumento
El prestigioso director de orquesta húngaro Zoltan Szanto (Niels Arestrup) se dirige a París para dirigir la fastuosa ópera de Richard Wagner, Tannhäuser. Allí, se encontrará con numeroso problemas, tanto políticos, como operísticos, como orquestales. A esto se le suma la llegada de la diva sueca Karin Anderson (Glenn Close), con la que no tiene buenas relaciones iniciales, pero que con el tiempo se convierte en amor. Juntos intentarán solventar todos los problemas surgidos en la ópera, pero cuando Karin se entera de la existencia de la mujer y los hijos de Zoltan, se marcha.

## Comentarios
La soprano neozelandesa Kiri Te Kanawa dobló a Glenn Close en las escenas en las que está cantando. Ella es en sí la verdadera Elisabeth de Tannhäuser.

## Premios

### Festival de Venecia
- Nominada al León de Oro al mejor director.

- Datos: Q148383